# L'Ambition tancée
L'Ambition tancée est un sonnet de Tristan L'Hermite publié dans le recueil La Lyre, en 1641. Les métaphores du premier quatrain sont caractéristiques de l'influence du cavalier Marin.

## Présentation

### Texte
Aux rayons du soleil, le paon audacieux,

Cet avril animé, ce firmament volage,

Étale avec orgueil dans son riche plumage

Et les fleurs du printemps et les astres des cieux.

Mais comme il fait le vain sous cet arc gracieux

Qui nous forme d'Iris une nouvelle image,

Il rabat tout à coup sa plume et son courage

Sitôt que sur ses pieds il a porté les yeux.

Homme, à qui tes désirs font sans cesse la guerre

Et qui veux posséder tout le rond de la Terre :

Vois le peu qu'il en faut pour faire un monument.

Tu n'es rien que l'idole agréable et fragile

Qu'un roi de Babylone avait vue en dormant,

Ta tête est toute d'or, mais tes pieds sont d'argile.

### Publication
L'Ambition tancée fait partie du recueil La Lyre, en 1641.

## Postérité

### Éditions nouvelles
En 1909, Adolphe van Bever reprend L'Ambition tancée dans la collection « Les plus belles pages » pour le Mercure de France. En 1925, Pierre Camo publie une réédition intégrale des Amours et certains poèmes de La Lyre, dont L'Ambition tancée. En 1960, Amédée Carriat retient trois strophes du poème dans son Choix de pages de toute l'œuvre en vers et en prose de Tristan.

### Analyse
Jean Rousset montre comment, « de l'oiseau, Marino fait à la fois un atome résonant, une voix empennée, un son volant, un souffle vêtu de plumes, un plumage sonore, un chant ailé ; il se surajoute ici un raffinement de pointe et de jeu d'esprit conçu comme un hiéroglyphe intellectuel, comme une sorte de rébus qu'on donnerait à deviner ». Ainsi, Urbain Chevreau témoigne que  « notre Tristan, qui admirait toutes les visions du Marin, n'a pas cru que celle-ci lui dût échapper dans les quatre premiers vers d'un sonnet ».

### Éditions modernes
- Jean-Pierre Chauveau (introduction et notes), La Lyre (texte original de 1641), Paris-Genève, Librairie Droz, coll. « Textes littéraires français » (no 243), 1977, LXXVII-327 p. (ISBN 2-6000-2517-0)

### Œuvres complètes
- Jean-Pierre Chauveau et al., Tristan L'Hermite, Œuvres complètes (tome II) : Poésie I, Paris, Honoré Champion, coll. « Sources classiques » (no 41), 2002, 576 p. (ISBN 978-2-745-30606-7)

### Anthologies
- Pierre Camo (préface et notes), Les Amours et autres poésies choisies, Paris, Garnier Frères, 1925, XXVII-311 p.
- Amédée Carriat (présentation et annotations), Tristan L'Hermite : Choix de pages, Limoges, Éditions Rougerie, 1960, 264 p.
- Adolphe van Bever (notice et appendices), Tristan L'Hermite, Paris, Mercure de France, coll. « Les plus belles pages », 1909, 320 p.

### Ouvrages cités
- Napoléon-Maurice Bernardin, Un Précurseur de Racine : Tristan L'Hermite, sieur du Solier (1601-1655), sa famille, sa vie, ses œuvres, Paris, Alphonse Picard, 1895, XI-632 p.
- Amédée Carriat, Tristan, ou L'éloge d'un poète, Limoges, Éditions Rougerie, 1955, 146 p.
- Urbain Chevreau, Œuvres mêlées, La Haye, Adrian Moetjens, 1697, 662 p. (lire en ligne)
- Jean Rousset, La Littérature de l'âge baroque en France : Circé et le Paon, Paris, José Corti, 1995 (1re éd. 1953), 316 p. (ISBN 978-2-714-30358-5)